# D. O. C.
D. O. C. (titulado "F. D. C." en España y "D. O. C." en Hispanoamérica) es el décimo octavo episodio de la tercera temporada de la serie de televisión Lost. Sun accede a ser examinada por Juliet, tras descubrir que todas las mujeres de Los Otros, que estaban embarazadas, morían antes de dar a luz. Desmond permite que se haga justicia, de una manera muy peculiar, para ayudar a salvar la vida de un nuevo y misterioso habitante de la isla. El flashback está centrado en Sun Hwa-Kwon.

## Trama

### Flashback
En retrospectiva, vemos a Sun en un parque. Una mujer mayor se sienta a su lado y le muestra en el periódico una fotografía de la boda y se le pregunta si es ella. Sun responde que sí. La mujer sugiere que sería embarazoso si todo mundo descubriera que una hija de la rica familia Paik se había casado con un hombre con un pasado vergonzoso. Sun dice que sabe que Jin es el hijo de un pescador y que no le preocupa; pero la mujer replica que él además es hijo de una prostituta. 
La mujer entonces le exige a Sun cien mil dólares antes de tres días o de lo contrario hará público el pasado de Jin. Más tarde, Sun le pregunta a su marido acerca de su familia; él le dice que su madre murió cuando él era un niño, después dé historias que estaban en conflicto encendido cuando su padre murió. Cuando ella presiona por más información, él se enoja mucho y le pide que abandone el asunto. 
Sun visita al padre de Jin sin que éste lo sepa, y él le confirma la historia de la mujer y añade que nunca le dijo a Jin que su madre era prostituta ni que todavía está viva, y pide que no le cuente la verdad. Sun entonces se dirige hacia donde su propio padre y le pide el dinero. Cuando él le exige una razón, le contesta que ella nunca se inmiscuye en sus asuntos, que son claramente ilegales, y quisiera de él mismo tratamiento. Sin embargo, le admite que el dinero prevendrá una gran vergüenza para alguien que ella ama. El Sr. Paik dice que entonces Jin pagará la deuda trabajando para él directamente, en vez de encargarse de un piso.
Jin descubre el dinero en la cartera de Sun. Ella le cuenta que consiguió de su padre, pero le inventa que es para los muebles y la luna de miel. Jin dice él no desea incrementar las deudas con su padre, y pide que ella lo devuelva. Sun dice aceptar, pero va directamente al parque, donde la mujer la está esperando. Le da el dinero y le revela que ella sabe su identidad: esa mujer es la madre de Jin. La chantajista encoge los hombros ásperamente y Sun le dice que hará que su padre la mate, si ella revela su existencia a Jin.

### En la isla
De nuevo en la isla, Jack pregunta a Sun sobre su embarazo de una manera que le despierta suspicacias. Sun pregunta a Kate acerca de la lealtad de Jack; Kate le sugiere que hable con Juliet, quien le revela que las mujeres embarazadas mueren en la isla. En la noche, Juliet entra furtivamente en la tienda de Sun y ofrece ayudarle, pero solamente si va con ella, sola. Ambas salen a conseguir una imagen de ultrasonido, para que Juliet pueda calcular la fecha de la concepción. Juliet revela que las mujeres que concibieron fuera de la isla pueden sobrevivir, pero las que conciben en la isla, no. Sun le cuenta que antes de llegar a la isla su marido era estéril y que ella tuvo una relación con Jae Lee. De cualquier manera, serán malas noticias: o ella va a morir, o el bebé no es de su marido. 
Juliet realiza la ecografía y confirma que la concepción ocurrió unos cuarenta días después de la caída del avión en la isla. Sun agradece sinceramente Juliet por la noticia, asegurándole que es buena noticia. Juliet le pide entonces que espere afuera mientras "cubre sus huellas" en la estación médica, pero en realidad va a grabar un informe para Ben sobre el examen a Sun, explica que la concepción ocurrió hace 53 días y le promete conseguir una muestra de Austen (Kate). Al parar la cinta, Juliet exclama: "¡te odio!"
Mientras tanto, Desmond, Hurley, Jin y Charlie están discutiendo cómo cuidar la paracaidista. Desmond no tiene ni idea de quién es, y ella balbucea en otro idioma. Hurley cree que es español y entiende "Me muero. Me muero". Abren su traje y ven que tiene una rama clavada que le traspasa el pulmón. Desmond quiere correr e ir a buscar a Jack, pero Charlie no se lo permite, diciendo que los Otros están ahí y que le atraparán si va solo.
Hurley dispara accidentalmente una bengala. Mikhail Bakunin, de quien se pensaba había muerto, aparece de pronto, después de eso. Jin le persigue y tras una breve lucha lo retiene. Mikhail dice que él era un médico del campo y les ofrece ayudar a salvar la vida de la paracaidista, si prometen que lo dejarán ir. Mikhail la opera; la paracaidista le dice en portugués Eu nâo estou só ("yo no estoy sola") y Mikhail afirma que le "dio las gracias". Añade que "estará bien en un día". Charlie dice "¡Un día! Se le ha perforado el pulmón". Mikhail dice que las cosas son diferentes en la isla. Quizás día y medio. Dejan ir a Mikhail, pero sus tentativa de robar el teléfono satelital hacen que Jin lo capture de nuevo. Después de una breve discusión, permiten que Mikhail se vaya sin el teléfono. Charlie se vuelve loco y discute con Desmond por ello. Desmond dice que lo ha hecho porque tienen que hacer una camilla y llevarla, y así no serán capaces de vigilar también a un prisionero. A lo que Charlie responde "Matan gente", pero Desmond dice que "Según mis cuentas, tú has matado más de los suyos que ellos de los tuyos".
La paracaidista recupera el sentido mientras que Hurley está mirándola. Ella le pregunta quién es; él le responde que es Hugo Reyes, del vuelo oceánico 815. Ella sorprendida dice: "¡Eso es imposible! encontraron el avión pero no había sobrevivientes; todos estaban muertos".